# Hip-hop allemand
Le hip-hop allemand désigne le hip-hop produit en Allemagne. Des éléments de la culture du hip-hop, tels que le graffiti et la breakdance, sont popularisés en Europe de l'ouest au début des années 1980.

## Histoire
Des premiers artistes locaux underground sont Cora E. et Advanced Chemistry. Ce n'est pas avant le début des années 1990 que le hip-hop allemand ne se popularise grâce à des groupes comme Die Fantastischen Vier et Rödelheim Hartreim Projekt. Le hip-hop allemand s'inspire largement des films, et se focalise beaucoup sur des éléments culturels comme le graffiti et la breakdance au-delà de la musique elle-même. Ces films mènent la population locale à penser que le rap est bien plus qu'une musique. La scène hip-hop commence à se répandre dans les années 1990. MTV n'existe pas à cette période en Europe, et la scène reste principalement underground. Plus encore, il y a un manque significatif de clubs hip-hop sur le continent.
À la suite de cette popularité initiale, des fans de hip-hop commencent à contribuer à la scène et à jouer un rôle important dans la résurrection du hip-hop dans le pays. « Les fans de rap hardcore qui restaient lorsque le phénomène de la breakdance a décliné dans la presse ont significativement contribué au développement du hip-hop en Allemagne - ils ont fourni le matos pour des groupes de rap qui commençaient à émerger à la fin des années 1980 et au début des années '90. » « Le graffiti et la breakdance sont des phénomènes énormes et n'ont duré qu'un été. Mais le hip-hop a réussi à survivre dans le milieu underground. »
À l'origine, les rappeurs allemands utilisent l'anglais dans leurs paroles, un fait que de nombreux critiques décrivent comme de l'« impérialisme culturel » : c'est-à-dire un mouvement qui imite la culture américaine et qui ne reprend aucune tradition culturelle allemande. Lorsqu'ils ne rappent pas en anglais, les rappeurs allemands emploient un dialecte de l'allemand développé dans ces communautés et associé aux immigrés et aux « ghettos » allemands.
Die Fantastischen Vier est un groupe important de hip-hop allemand, qui commence à rapper en allemand en même temps que le groupe Advanced Chemistry. Die Fantastischen Vier perçoit le rap en anglais local comme inutile et déviant du contexte social et politique allemand. Le changement du rap en anglais vers l'allemand s'effectue progressivement. Le groupe Advanced Chemistry est originaire de Heidelberg. Alors que le groupe est l'un des premiers à rapper en anglais, ils contribuent significativement à la scène. Plus important cependant, Advanced Chemistry est un groupe important de par la diversité ethnique de ses membres. Torch, le leader du groupe est d'origines haïtienne.
En 2018, Miami Yacine devient le premier rappeur allemand à atteindre les 100 millions de vues sur YouTube avec le morceau KOKAINA.